# 林慧萍迷你專輯
【林慧萍迷你專輯】是歌手林慧萍的首張單曲，歌林唱片1985年7月錄音帶發行。
這張單曲專輯主要是收錄中視每周二播出創作劇坊【留住一片情】與每周四播出金獎劇場【大城小調】主題曲。
首創發行單曲卡帶；飛躍藝人工作室於2008年7月1日復刻CD專輯。

## 專輯曲目
| 曲序 | 曲名                   | 作詞   | 作曲   | 編曲 | 長度 | 備註                                    |
| 01   | 留住一片情             | 孫建平 | 孫建平 |      | 3:33 | 中視『留住一片情』主題曲                |
| 02   | 最後等待               | 陳桂芬 | 陳進興 |      | 3:51 | 中視『大城小調』主題曲 陳進興更名為陳品 |
| 03   | 青春素描               | 陳桂芬 | 呂國彰 |      | 3:13 | 徐乃麟演唱                              |
| 04   | 留住一片情〈伴奏音樂〉 |        | 孫建平 |      | 3:36 |                                         |
| 05   | 最後等待〈伴奏音樂〉   |        | 陳進興 |      | 3:49 |                                         |
| 06   | 青春素描〈伴奏音樂〉   |        | 呂國彰 |      | 3:13 |                                         |

## 專輯版本
- 卡帶
  - 1985年7月歌林唱片發行
- CD
  - 2008年7月1日飛躍藝人工作室製作；喜瑪拉雅唱片發行。